# Hörder Brücke
Die Hörder Brücke, auch Hörder Bahnhofsbrücke, ist eine Fußgängerbrücke im Dortmunder Stadtteil Hörde.

## Lage
Die Brücke verläuft zwischen dem Bahnhof Dortmund-Hörde und der Bezirksverwaltung über die Bahngleise (Bahnstrecke Dortmund–Soest und Dortmund–Schwerte) und die Hörder Bahnhofstraße. Sie verbindet über die Hörder Brückenstraße die Fußgängerzone der Hörder Innenstadt nördlich der Gleise mit den Ortsteilen im Süden.

## Geschichte
Die erste Hörder Brücke wurde 1903 gebaut, weil das Verkehrsaufkommen an dem Bahnübergang im Stadtteil zu hoch wurde und an der stark befahrenen Eisenbahnstrecke die Schranken bis zu 167 Mal pro Tag den Verkehr blockierten. Die Dortmunder Stahlbaufirma August Klönne erhielt den Zuschlag für den Bau einer Eisen-Fachwerkbrücke. Die 75,6 Meter lange und 12 Meter breite Brücke kostete 140.000 Goldmark und wog 450 Tonnen. Am 17. Oktober 1903 wurde sie eingeweiht.
Das Bauwerk war für den gesamten Straßenverkehr einschließlich Straßenbahnen freigegeben. 1959 verunfallte auf der Brücke ein Feuerwehrwagen bei Glatteis so schwer, dass die Brücke als „nicht mehr tragfähig“ eingestuft wurde. Östlich neben der alten Brücke wurde Anfang der 1960er Jahre eine moderne Betonbrücke errichtet, die alte Stahlbrücke dann 1964/65 demontiert. Ende der 1960er Jahre entschloss man sich, die Hörder Innenstadt zur Fußgängerzone auszubauen. Der Kfz-Verkehr wurde reduziert und schließlich ganz von der Brücke verbannt, der Schienenverkehr folgte in den 1980er Jahren.
1987 war die Brücke bundesweit in den Medien. Das Bauwerk sollte saniert werden und mit Beton-Blumenkübeln verschönert werden. Die Arbeiten mussten jedoch abgebrochen werden, da die Tragfähigkeit der Brücke für die schweren Betonelemente nicht ausgelegt war. Material und Arbeiten hatten zu diesem Zeitpunkt bereits 210.000 DM gekostet.
Seit 2011 wird das Viertel um die Brücke neu gestaltet. Der alte Bahnhof wurde abgerissen, auf dem Gelände entstand ein neuer Bahnhof mit einem Einkaufszentrum und Parkdecks. Ein Hochbunker an der Ecke Seekante/Faßstraße wurde ebenfalls abgerissen, das nahe Phoenix-Gymnasium erhielt eine Sporthalle und einen neuen Schulhof.
Die Brücke und ihr Umfeld wurden Ende 2013 für 250.000 Euro renoviert und umgestaltet. Den Wettbewerb gewannen wbp Landschaftsarchitekten, ausführendes Unternehmen war die Firma Benning aus Münster in Westfalen. Betonelemente verschwanden und wurden durch neue Terrassierungen ersetzt, ein farbiges Pflaster im Übergang von der Brücke zum Marktplatz eingesetzt. Es entstanden Brückenbalkone, neue Treppen, Aufzüge und ein eiserner Steg zum Bahnhof. Für Sehbehinderte wurden Rillenplatten eingesetzt. Auf der Brücke sollen neue Sitzmöbel, Fahrradständer, Abfallbehälter und neue Laternen ein modernes Ambiente vermitteln.

## Architektur
Die Balkenbrücke wurde ursprünglich für alle Verkehrsarten gebaut, wird inzwischen aber nur noch als Fußgängerbrücke genutzt. Die Brücke besitzt einen zentralen Pfeiler zwischen den Gleisen auf einem Bahnsteig und im Norden einen weiteren zwischen den Gleisen und der Hörder Bahnhofstraße.